# Vasylkivtsi
 (mars 2022).
Vasylkivtsi (Васильківці, en polonais Wasylkowce) est un village d'Ukraine occidentale, siège de la commune rurale du même nom dans l'oblast de Ternopil (ancien district d'Houssiatyn (en), intégré depuis 2020 dans le nouveau district de Tchortkiv).

## Histoire
Le village a été fondé en 1573, dans ce qui était la république des Deux Nations.
Il est annexé par l'Autriche en 1772 lors du premier partage de la Pologne et suit le sort du reste de la Galicie jusqu'à la fin de la Première Guerre mondiale.
En 1884, le tronçon de voie ferrée Stanisławów - Houssiatyn (partie de la Galizische Transversalbahn (de)) est mis en service et une gare (pl) dessert le village.
De 1889 à 1892, l'archéologue polonais Gotfryd Ossowski (pl) découvre les vestiges de sites néolithiques rattachés à la culture de Cucuteni-Trypillia et des pièces de monnaie de la Rus' de Kiev.
Le village redevient polonais en 1919 et fait partie de la voïvodie de Tarnopol.
Occupé par l'Union soviétique en 1939 puis par le Troisième Reich en 1941, il est rattaché en 1945 à la république socialiste soviétique d'Ukraine, devenue indépendante en 1991. Les habitants polonais du village doivent le quitter en 1945-1946 pour s'installer en Pologne.
Le village compte 1 371 habitants lors du recensement de 2003.

## Monuments
Le village compte plusieurs édifices religieux :
- Église de la nativité de la Bienheureuse Vierge Marie (uk) (gréco-catholique) (1936)
- Église de la nativité de la Bienheureuse Mère de Dieu (uk) (orthodoxe) (XIXe siècle)
- chapelle (1913) avec une « Figure » de la Mère de Dieu du XIXe siècle restaurée en 1998

Parmi les autres monuments :
- commémoration de l'abolition du servage (1898)
- fondation de la Confrérie de la sobriété (1885)
- monument de l'indépendance de l'Ukraine (1994 : sculpteur Ivan Muliartchouk (uk), architecte S. Iarema)
- monument aux morts pendant la guerre germano-soviétique (1965)
- monument aux légions ukrainiennes créées au sein de l'Autriche-Hongrie en 1914